# 松野未佳
松野 未佳（まつの みか、1995年7月29日 - ）は、日本の政治活動家、タレント。2016年度ミス日本グランプリ受賞者。ボランティア団体の代表を務めた。
父は内閣官房副長官、衆議院議員、維新の党代表を務めた松野頼久、祖父は農林大臣、防衛庁長官、労働大臣、総理府総務長官、衆議院議員、自由民主党総務会長、同政務調査会長などを務めた松野頼三。

## 経歴
東京都港区生まれ。慶應義塾幼稚舎、慶應義塾中等部、慶應義塾女子高等学校卒業。慶應義塾大学文学部国文学専攻在学中の2016年1月25日、第48回ミス日本コンテスト2016でグランプリを受賞した。3月4日にはミス日本として首相官邸で安倍晋三内閣総理大臣を表敬訪問した際、松野は政治家が憧れである旨を発言し、安倍は「その時は自民党から」と述べ、松野の父が国会で野党として対峙する維新の党代表（当時）の松野頼久であることから笑いを誘った。
大学卒業後は父の不動産管理会社に勤務したほか、ケイパークに所属し女優としても活動。2020年9月24日には松野家と縁が深い小泉純一郎元首相の仲介により自民党本部で二階俊博幹事長と面会。松野は二階との面会後、記者団の取材に「いつか選挙に出たいので、ご相談させていただいた」と述べ、国政選挙への出馬を猛烈にアピールして話題を集めた。その後自民党東京都連に所属し、選挙の手伝いなどを行った。
2021年10月31日に執行された「第49回衆議院議員総選挙」で自由民主党公認候補として比例東京ブロックから立候補したが（名簿登載順位は第24位）、落選。
2023年10月より共同ピーアール総合研究所 研究員。公共部門における危機管理広報の研究を行っている。
2024年10月27日執行される予定の「第50回衆議院議員総選挙」に於いて、自由民主党公認候補として再び比例東京ブロックに単独立候補することが決定された。名簿登載順位は第26位であり結果は落選に終わった。

## 親族
- 高祖父 - 松野長八（政治家）
- 高祖父 - 野田卯太郎（実業家、政治家）
- 曽祖父 - 松野鶴平（実業家、政治家）
- 祖父 - 松野頼三（政治家）
- 父 - 松野頼久（政治家）
- 伯父（姻族） - 塚田徹（政治家）
- 曽祖叔父 - 野田俊作（政治家、実業家）

## 出演

### 映画
- 9 〜ナイン〜（2018年2月17日、MIRAI PICTURES JAPAN） - 陽子 役[25]
- 夢こそはあなたの生きる未来（2018年 ガチンコ・フィルム） - 2018年のミス日本コンテスト50周年記念記録映画。2016年第48期生のメンバー（ほかに杉浦琴乃、織茂璃穏ら）に密着した記録映画作品

### CM
- ハズキルーペ（2018年）

## 選挙歴
| 当落 | 選挙                   | 執行日         | 年齢 | 選挙区           | 政党       | 得票数 | 得票率 | 定数 | 得票順位 /候補者数 | 政党内比例順位 /政党当選者数 |
| ---- | ---------------------- | -------------- | ---- | ---------------- | ---------- | ------ | ------ | ---- | ------------------ | ---------------------------- |
| 落   | 第49回衆議院議員総選挙 | 2021年10月31日 | 26   | 比例東京ブロック | 自由民主党 | ーー票 | ーー   | 17   | /                  | 11/6                         |
| 落   | 第50回衆議院議員総選挙 | 2024年10月27日 | 29   | 比例東京ブロック | 自由民主党 | ーー票 | ーー   | 19   | /                  | 15/5                         |